# Letter from an Unknown Woman
Letter from an Unknown Woman is een Amerikaanse dramafilm uit 1948 onder regie van Max Ophüls. Het scenario is gebaseerd op de novelle Brief einer Unbekannten (1922) van de Oostenrijkse auteur Stefan Zweig. Destijds werd de film uitgebracht onder de titel Brief van een onbekende vrouw.

## Verhaal
De vijftienjarige Lisa Berndl wordt verliefd op concertpianist Stefan Brand, die in hetzelfde Weense huurhuis woont als zij. Zelfs als ze met haar moeder naar Linz verhuist, blijft ze aan hem denken. Wanneer het meisje achttien wordt, keert ze terug naar Wenen. Ze zoekt er Stefan Brand op. Brand kan zich haar echter niet meer herinneren. Ze brengen de nacht door en Lisa wordt zwanger. Ze voedt het kind alleen op. Ze leert baron Johann Stauffer kennen en trouwt met hem. Jaren nadien herkent Stefan Brand Lisa bij een toevallige ontmoeting nog steeds niet.

## Rolverdeling
| Acteur                  | Personage              |
| ----------------------- | ---------------------- |
| Joan Fontaine           | Lisa Berndle           |
| Louis Jourdan           | Stefan Brand           |
| Mady Christians         | Mevrouw Berndle        |
| Marcel Journet (acteur) | Johann Stauffer        |
| Art Smith               | John                   |
| Carol Yorke             | Marie                  |
| Howard Freeman          | Mijnheer Kastner       |
| John Good               | Leopold von Kaltnegger |
| Leo B. Pessin           | Stefan jr.             |
| Erskine Sanford         | Kruier                 |
| Otto Waldis             | Conciërge              |
| Sonja Bryden            | Mevrouw Spitzer        |